# 惊驾路
惊驾路是浙江省宁波市的一条城市主干路，位于鄞州区境内，起点位于曙光路，与外滩大桥相接，终点位于世纪大道，与宁东路（原名惊驾东路）相接，其中桑田路至世纪大道段于2007年1月1日通车。

## 主要相交道路
- 西接外滩大桥
- 铁锚街、曙光路
- 曙光北路
- 徐戎路
- 朝辉路
- 中兴路
- 桑田路
- 福明路
- 沧海路
- 东接宁东路